# Carlo Rambaldi
Carlo Rambaldi (Vigarano Mainarda, 15 de setembro de 1925 — Lamezia Terme, 10 de agosto de 2012) foi um artista de efeitos especiais e visuais mais conhecido por desenhar a personagem do filme E.T. the Extra-Terrestrial em 1982 e do trabalho nos efeitos mecânicos de Alien em 1979, ganhando por duas vezes o Oscar de melhores efeitos visuais.

## Biografia
Formado na Academia de Belas Artes de Bolonha, iniciou-se no cinema em 1956, colaborando com diversos realizadores italianos como Mario Monicelli, Marco Ferreri (autor de A Grande Farra), Pier Paolo Pasolini e Dario Argento.